# Municipio de Liberty (condado de Lucas)
El municipio de Liberty (en inglés: Liberty Township) es un municipio ubicado en el condado de Lucas en el estado estadounidense de Iowa. En el año 2010 tenía una población de 267 habitantes y una densidad poblacional de 2,88 personas por km².

## Geografía
El municipio de Liberty se encuentra ubicado en las coordenadas 41°7′25″N 93°22′57″O / 41.12361, -93.38250. Según la Oficina del Censo de los Estados Unidos, el municipio tiene una superficie total de 92.69 km², de la cual 92,67 km² corresponden a tierra firme y (0,01 %) 0,01 km² es agua.

## Demografía
Según el censo de 2010, había 267 personas residiendo en el municipio de Liberty. La densidad de población era de 2,88 hab./km². De los 267 habitantes, el municipio de Liberty estaba compuesto por el 98,88 % blancos, el 0,75 % eran afroamericanos y el 0,37 % eran de una mezcla de razas. Del total de la población el 0 % eran hispanos o latinos de cualquier raza.